# Jan-Eje Ferling
Jan-Eje Ferling, född 3 april 1944 i Borås, är sedan 1970 bosatt i Stockholm. Han är företagsekonom som blev författare och filmproducent av egenskrivna filmmanus. Ferling har totalt givit ut 17 böcker och producerat ett antal novellfilmer och dokumentärer som prisbelönats internationellt. Ferling är medlem i Sveriges Författarförbund och Författarcentrum Öst och Oberoende filmares förbund.

## Filmproduktioner
- 2005 - Tysta rop
- 2006 - Final Curtain Call
- 2006 - Lösningen
- 2008 - Frizon
- 2008 - Sjalar och mustascher
- 2009 - Bara för idag
- 2009 - Frivillig Väntjänst
- 2009 - Dronningen og mig

## Dramer
- 2005 - Makten och Härligheten'
- 2003 - Final Curtain Call
- 2006 - Tysta rop ger farlig längtan
- 2007 - I god händer
- 2008 - Sanningens minut
- 2010 - En andra chans
- 2010 - Kvinnor och demoner
- 2005 - I Rikets tjänst

## Priser och utmärkelser
- 2006 - Gold Remi Award - World Fest International Independent, Houston, USA
- 2006 - Best Fiction Film - Phildelphia Documentary & Fiction Festival, Sacramento, USA
- 2007 - Best Screenplay, Short Film Festival of Los Angeles, USA
- 2010 - Best Short Film, San Francisco Short Film Festival, USA
- 2006 - Audience Award, International 19th Videofestival Bochum Germany
- 2011 - Special Prize to the Best Fiction Film, Festival du Film de Strasbourg 2011
- 2006 - Special Prize to the Best Fiction Film at the Festival de Cine de Granada 2003
- 2009 - La direction d'art, Festival du Cinéma de Paris 2009